# Serotoninsyndrom
Das Serotoninsyndrom, genannt auch serotonerges Syndrom, ist ein Komplex aus Krankheitszeichen (Symptomen), die durch eine Anhäufung des Gewebshormons und Neurotransmitters Serotonin oder Serotonin-ähnlich wirkender Substanzen in Teilen des Körpers hervorgerufen werden. Charakteristisch für dieses Syndrom sind autonome, neuromotorische und kognitive Störungen sowie Verhaltensveränderungen. Es schließt Symptome wie Veränderungen der psychischen Verfassung, Ruhelosigkeit, rasche unwillkürliche Muskelzuckungen, gesteigerte Reflexbereitschaft, Schwitzen, Schüttelfrost und Tremor ein. Das Serotonin-Syndrom ist häufig das Resultat einer Arzneimittelwechselwirkung, die zu einer Erhöhung der Serotoninaktivität führen kann und insbesondere bei einer kombinierten Anwendung von serotonergen Arzneistoffen mit MAO-Hemmern beobachtet wird.

## Definition und Diagnose
Die Kriterien für die Definition des Serotoninsyndroms wurden 1991 erstmals von Sternbach beschrieben. Danach erfordert die Diagnose eines Serotoninsyndroms das Auftreten von mindestens drei der vom Autor beschriebenen Symptome: Entweder treten die Symptome auf infolge der primären Gabe eines Medikamentes, das den Serotoninspiegel im Gehirn erhöhen kann, dann als Folge einer weiteren Dosiserhöhung eines solchen Medikamentes oder aber schließlich als Folge der zusätzlichen Kombination mit einem weiteren Medikament (einer anderen Substanzklasse), von dem ebenfalls eine Erhöhung des Serotoninspiegels zu erwarten ist.
| autonom vegetative Symptome             | autonom vegetative Symptome |
| --------------------------------------- | --------------------------- |
| Pulsanstieg                             | Blutdruckanstieg            |
| Schwitzen                               | „Grippegefühl“              |
| Übelkeit                                | (akutes) Erbrechen          |
| Durchfall                               | Kopfschmerzen               |
| schnelle Atmung                         | Pupillenerweiterung         |
| Symptome einer zentralnervösen Erregung |                             |
| Unruhe                                  | Akathisie                   |
| Halluzinationen                         | Hypomanie                   |
| Störungen des Bewusstseins              | Koordinationsstörungen      |
| neuromuskuläre Symptome                 |                             |
| Tremor                                  | gesteigerte Reflexe         |
| Myoklonie                               | pathologische Reflexe       |
| Krämpfe                                 | Anfälle                     |

Die von Sternbach beschriebenen Symptome werden heute zu drei Gruppen von Symptomen zusammengefasst (siehe Tabelle).
Durch das Serotonin-Syndrom lassen sich z. B. paradoxe Unruhe- oder gar Angstzustände (Akathisie) erklären, die manchmal zu Beginn z. B. einer Therapie mit einem Antidepressivum aus der Gruppe der SSRI auftreten können, vor allem, wenn ein solches Medikament zu rasch aufdosiert wird. Auch das Auftreten suizidaler Gedanken wird in Verbindung mit dem Serotonin-Syndrom gebracht.
Aufgrund der häufigen Verordnung von Medikamenten aus der SSRI-Gruppe besteht eine große Wahrscheinlichkeit für das Auftreten eines Serotonin-Syndroms als Folge problematischer Wechselwirkungen bei Kombination dieser Medikamente mit anderen Medikamenten, die ebenfalls den Serotoninspiegel beeinflussen können. Zu solchen Medikamenten gehören beispielsweise bestimmte Schmerzmittel wie Tramadol, aber auch Mittel gegen Migräne bzw. Kopfschmerzen wie die Triptane, also Mittel, die von Betroffenen mit depressiven Beschwerden relativ häufig zusätzlich in Kombination zu einem SSRI eingenommen werden.

## Differenzialdiagnose
Diagnostisch kann sich die Abgrenzung zu dem sogenannten malignen neuroleptischen Syndrom als schwierig erweisen. Das Serotonin-Syndrom kann wegen der grippeähnlichen Symptome unter Umständen auch als Virusinfekt und bei Auftreten der zentralnervösen Symptomatik insbesondere als Meningoencephalitis verkannt werden.
Auch psychische Erkrankungen – insbesondere Depressionen mit einer Angstsymptomatik – gehen oft mit einer Unruhe (Agitiertheit) einher, die sich als vegetativ-körperliche Beschwerdesymptomatik äußern kann. Die Abgrenzung eines Serotoninsyndroms von solchen Syndromen ist deshalb auch für den Arzt nicht immer einfach.
Zielführend für die Diagnose eines Serotoninsyndroms sind – neben der sorgfältigen Medikamentenanamnese – vor allem die neuromuskulären Symptome wie der Tremor bis hin zu den pathologisch gesteigerten Reflexen. Die allgemeine Erhöhung der Erregung der Muskulatur kann schließlich über eine Einbeziehung auch der Atemmuskulatur zu lebensbedrohlichen Zuständen bis hin zum Tode führen.

## Ursachen
Das Serotonin-Syndrom ist zumeist eine Folge einer Wechselwirkung zwischen Arzneimitteln, die das Serotoninsystem beeinflussen. Zumeist noch relativ mild ausgeprägte Symptome eines Serotonin-Syndroms können jedoch im Einzelfall bereits unter der Monotherapie mit Triptanen, tri- und tetrazyklischen Antidepressiva, selektiven Serotonin-Wiederaufnahmehemmern oder Serotonin-Noradrenalin-Wiederaufnahmehemmern beobachtet werden. Der kombinierte Einsatz verschiedener Arzneistoffe, die sich in ihrer Wirkung auf das Serotoninsystem synergistisch verstärken, kann zu einer lebensbedrohlichen Verstärkung dieser Symptome führen. Hierzu zählen beispielsweise Wechselwirkungen zwischen Arzneistoffen, welche die Wiederaufnahme von Serotonin aus dem synaptischen Spalt blockieren, und solchen, die den Abbau von Serotonin über das Enzym Monoaminooxidase Typ A hemmen. Eine weitere mögliche Ursache für ein Serotonin-Syndrom ist die kombinierte Anwendung serotoninerger Arzneimittel mit Arzneimitteln, welche den Abbau serotoninerger Arzneimittel hemmen. Dazu zählen Wechselwirkungen zwischen einigen selektiven Serotonin-Wiederaufnahmehemmern und Stoffen, die das für deren Verstoffwechslung verantwortliche Cytochrom-P450-Enzymsystem hemmen. Auch Interaktionen zwischen Arzneimitteln und Lebensmitteln können Ursachen für ein Serotonin-Syndrom sein. Genetisch können auch die Wirkspiegel von Arzneimittel erhöht sein bei Poor Metabolizern von CYP2C19 und C2D6. In der Folge ist die Gefahr der Entwicklung eines Serotoninsyndroms bei Antidepressiva erhöht.
Auf molekularer Ebene wird das Serotoninsyndrom auf eine unkalkuliert starke Aktivierung zentraler oder peripherer Serotonin-Rezeptoren, insbesondere 5-HT1 und 5-HT2, zurückgeführt.
| Mechanismus                                                         | Wirkstoffe |
| ------------------------------------------------------------------- | --- |
| Steigerung der Serotoninsynthese                                    | Tryptophan, 5-Hydroxytryptophan |
| Steigerung der Serotoninfreisetzung                                 | MDMA, Amphetamine, Tramadol, Nicotin |
| Hemmung der Wiederaufnahme von Serotonin aus dem synaptischen Spalt | Selektive Serotonin-Wiederaufnahmehemmer (z. B. Fluoxetin, Fluvoxamin, Sertralin, Citalopram, Escitalopram und Paroxetin), Serotonin-Noradrenalin-Wiederaufnahmehemmer (z. B. Duloxetin, Venlafaxin), trizyklische Antidepressiva (z. B. Amitriptylin, Clomipramin), Trazodon, Nefazodon, Amphetamine, Kokain, Dextromethorphan, Pethidin und Johanniskraut |
| Hemmung des Serotoninabbaus                                         | MAO-A-Hemmer (z. B. Tranylcypromin und Moclobemid), Linezolid |
| Stimulierung von Serotoninrezeptoren                                | Buspiron, fraglich: Triptane (z. B. Sumatriptan) |
| Verstärkung der Serotonineffekte                                    | Lithium |
| Hemmung des Abbaus oben genannter Arzneistoffe                      | CYP2D6-Inhibitoren (z. B. Ritonavir), CYP3A4-Inhibitoren (z. B. Saquinavir, Efavirenz, Erythromycin, Grapefruitsaft) |

## Behandlung
Bei der Behandlung von Patienten, die ein Serotonin-Syndrom entwickeln, steht die Beseitigung dessen Ursachen im Vordergrund. Die ursächlichen Arzneimittel werden dazu abgesetzt und die Patienten überwacht.
In milden Fällen wird Lorazepam zur Beruhigung empfohlen. Bei moderaten bis schweren Fällen können unspezifisch Serotonineffekte hemmende Arzneistoffe, wie Cyproheptadin, eingesetzt werden.
Bei Auftreten von Anzeichen einer Hyperthermie, disseminierter intravasaler Koagulopathie, Rhabdomyolyse, Nierenversagen oder Einatmen von körpereigenen Sekreten (Aspiration) ist eine strenge Überwachung des Patienten mit zusätzlichen Notfallmaßnahmen nötig.